# Związek Powstańców Warszawskich

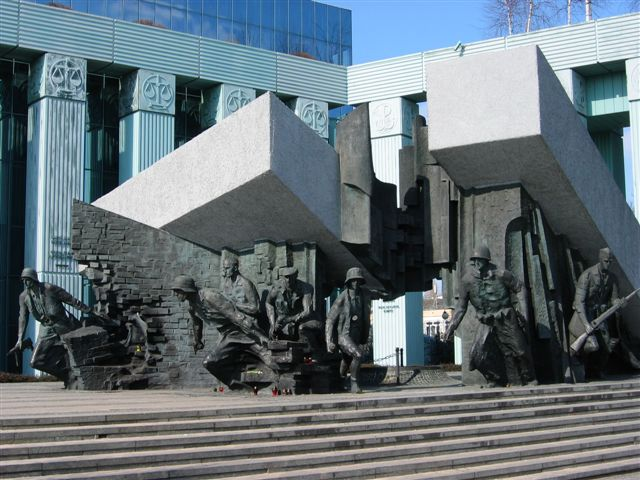
Pomnik Powstania Warszawskiego wzniesiony z inicjatywy członków Związku Powstańców Warszawskich

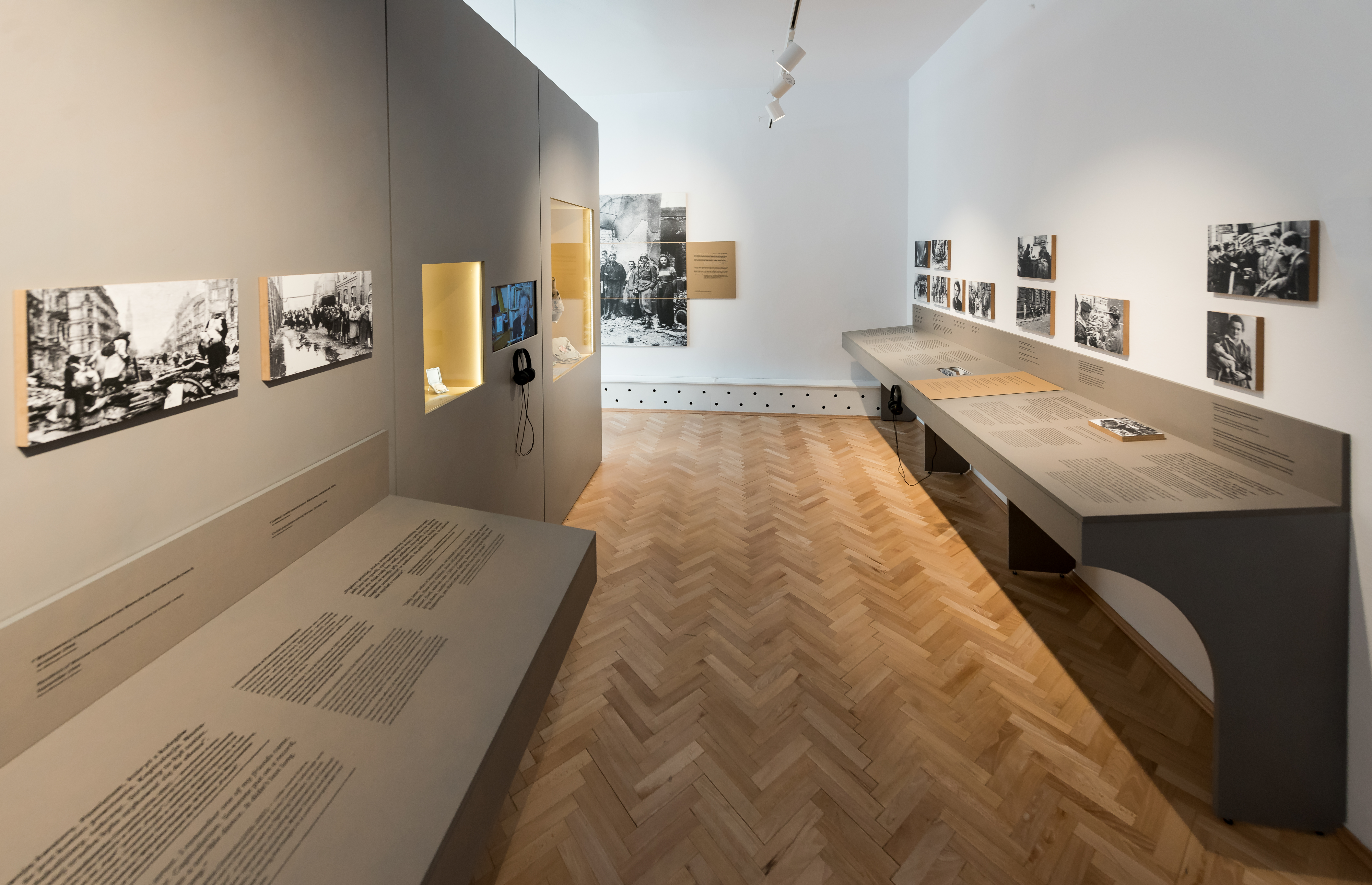
Fragment wystawy multimedialnej o powstaniu warszawskim w siedzibie przy ul. Długiej 22

Związek Powstańców Warszawskich – stowarzyszenie kombatanckie zrzeszające uczestników powstania warszawskiego z siedzibą przy ul. Długiej 22 w Warszawie.

## Historia
Związek został założony przez komitet założycielski składający się z 21 uczestników powstania. Został zarejestrowany 30 listopada 1989 roku w Rejestrze Stowarzyszeń prowadzonym przez Sąd Okręgowy w Warszawie, VII Wydział Cywilny i Rejestrowy pod numerem 593. Wkrótce połączył się ze Stowarzyszeniem Żołnierzy Powstania Warszawskiego, powstałym w 1989 roku na bazie Zespołu Środowisk Ruchu Oporu, działającym przy Warszawskim Okręgu Związku Bojowników o Wolność i Demokrację.

## Cele, struktura i władze
Zgodnie z obecnie obowiązującym statutem, uchwalonym przez Walne Zebranie Delegatów Związku w dniu 23 marca 1991 roku, ze zmianami uchwalonymi przez Walne Zebranie Delegatów w dniu 21 listopada 1994 roku, celami związku są:
1. „utrzymywanie więzów przyjaźni, organizowanie pomocy i opieki nad powstańcami warszawskimi i ich rodzinami
2. badanie, upowszechnianie i utrwalanie historii Powstania Warszawskiego
3. reprezentowanie interesów członków Związku wobec władz i społeczeństwa”.

Jednostkami organizacyjnymi ZWP są środowiska, zrzeszające żołnierzy poszczególnych oddziałów powstańczych oraz koła terenowe. W 2014 roku związek posiadał 10 kół terenowych: w Bielsku-Białej, Bydgoszczy, Gdańsku, Gorzowie Wielkopolskim, Katowicach, Łodzi, Piotrkowie Trybunalskim, Poznaniu, Szczecinie i Zielonej Górze. Ponadto istnieje 35 środowisk powstańczych.
Władze ZPW stanowią: 
- Walny Zjazd Delegatów,
- Zarząd Główny składający się z 9–15 członków Prezydium wybranych przez Walne Zebranie Delegatów oraz prezesów wszystkich kół środowiskowych i terenowych,
- Główna Komisja Rewizyjna, oraz
- Główny Sąd Koleżeński.

W 2014 roku w skład Zarządu Głównego i jego Prezydium wchodzili:
- Prezes Zarządu Głównego: gen. Zbigniew Ścibor-Rylski (zm. 2018)
- Wiceprezes Zarządu Głównego, sekretarz: Zbigniew Galperyn (zm. 2021)
- Wiceprezesi Zarządu Głównego: Edmund Baranowski (zm. 2020), Halina Jędrzejewska (zm. 2025)
- Skarbnik: Eugeniusz Tyrajski (zm. 2019)
- Członkowie Prezydium: Wojciech Barański (zm. 2016), Ryszard Boreński (zm. 2018), Jerzy Broszkiewicz (zm. 2018), Tytus Karlikowski (zm. 2019), Jolanta Kolczyńska (zm. 2022), Mirosław Lisek (zm. 2014), Tadeusz Różycki i Jerzy Turzewski (zm. 2020).

W 2024 roku w skład Prezydium Zarządu wchodzili:
- Halina Jędrzejewska – prezes (zm. 31.07.2025)
- Jerzy Substyk – wiceprezes
- Janusz Maksymowicz – wiceprezes
- Bogdan Bartnikowski – skarbnik

Organizacja nie prowadzi działalności gospodarczej ani odpłatnej działalności pożytku publicznego. Związek finansuje swoją działalność z darowizn i dotacji. Związek jest organizacją pożytku publicznego od 2004 roku.

### Honorowi członkowie
- Hanna Gronkiewicz-Waltz − prezydent m.st. Warszawy (2010)
- Jan Ołdakowski − dyrektor Muzeum Powstania Warszawskiego (2010)
- Ewa Malinowska-Grupińska − przewodnicząca Rady m.st. Warszawy (2014)

## Inicjatywy związku

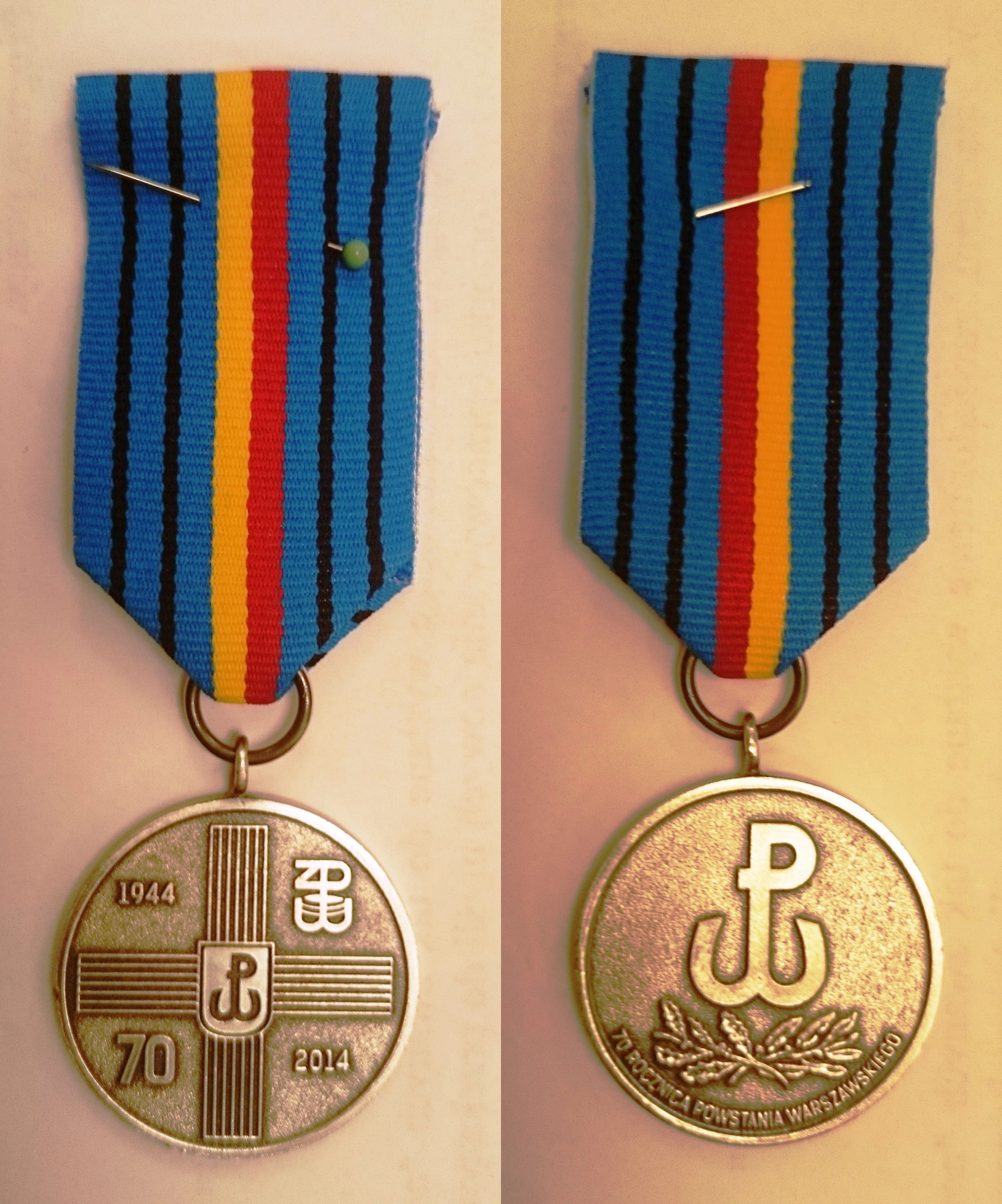
Medal pamiątkowy z okazji 70. rocznicy Powstania Warszawskiego wyemitowany przez Związek Powstańców Warszawskich 1 sierpnia 2014 roku i przyznawany żyjącym powstańcom

Członkowie związku byli inicjatorami i fundatorami m.in. poniższych przedsięwzięć:
- budowa pomnika Powstania Warszawskiego (1989)
- emisja wielu medali pamiątkowych (wiele z nich przez oddział bydgoski):
  - kpt. Jacek Wyszogrodzki „Janusz”. Projekt i wykonanie: Stanisława Wątróbka-Frindt (1992)[4]
  - 50. rocznica Powstania Warszawskiego. Projekt i wykonanie: Stanisława Wątróbka-Frindt (1994)[5]
  - ppłk dr Leon Strehl „Feliks”. Projekt i wykonanie Robert Kotowicz (1996)[5]
  - zdobycie PAST-y. Projekt i wykonanie: Robert Kotowicz (1997)[5]
  - ppłk Kazimierz Krzyżak „Kartuz”. Projekt i wykonanie: Hanna Roszkiewicz (1997)[5]
  - zdobycie Kościoła Św. Krzyża (1998)[5]
  - 60. rocznica Powstania Warszawskiego. Projekt i wykonanie: Robert Kotowicz (2004)[5]
- fundacja (wspólnie z Instytutem Papieża Jana Pawła II) pomnika ks. Jana Twardowskiego (2013)
- wybicie medalu pamiątkowego z okazji 70. rocznicy powstania warszawskiego i przyznanie go 1 sierpnia 2014 roku około 3300 żyjącym uczestnikom powstania oraz około 400 osobom szczególnie zasłużonym w upamiętnianiu Powstania oraz dla środowisk uczestników Powstania[6]
- honorowy patronat nad akcją „70 sekund dla powstania w 70. rocznicę” (2014)[7]
- Zarząd Główny Związku Powstańców Warszawskich jest wydawcą książek o tematyce związanej z powstaniem warszawskim, m.in.:
  - Sławomir Fojcik: Żołnierze AK „Kryska”. Pruszków: Związek Powstańców Warszawskich. Zarząd Główny. Środowisko „Kryska”, 1994. Brak numerów stron w książce
  - Richard Woytak: Werble historii. Bydgoszcz: Związek Powstańców Warszawskich w Bydgoszczy, 1999. ISBN 83-902357-8-1. Brak numerów stron w książce
- Związek jest wydawcą czasopisma „Powstaniec Warszawski. Biuletyn Informacyjny Związku Powstańców Warszawskich”.

## Wystawa w siedzibie Związku
W 2022 roku w siedzibie związku otwarto nową multimedialną wystawę poświęconą powstaniu warszawskiemu.